# 菓子屋横丁

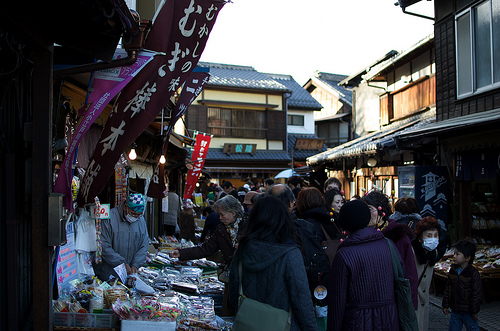
菓子屋横丁

菓子屋横丁（かしやよこちょう）は、埼玉県川越市元町にある菓子屋・駄菓子屋が立ち並ぶ商店街。

## 沿革
1796年（寛政8年）、養寿院の門前町として栄えていた当地に鈴木藤左衛門が、江戸っ子好みの 気取らない菓子を製造したことに始まる。その後、のれん分けで周囲に菓子屋が増えていった。関東大震災以後は被害を受けた東京に代わって千歳飴、金太郎飴、水ようかん、かりん糖など江戸菓子の製造供給を賄い全国に出荷していた。昭和初期には70軒以上の店があった。現在は20数件ではあるが、石畳の風情のある町には伝統的な手法で菓子を作り続けている店舗が並び、ノスタルジックな観光地となっている。
環境省の「かおり風景100選」に選定されている。
2015年6月、店舗のひとつより出火し5棟が全焼した。

## アクセス
- 川越駅－本川越駅－札の辻
  - 東武東上線：川越駅東口より東武バス神明町車庫行きで10分（本川越駅からは5分）、「札の辻」バス停下車、徒歩3分。
- イーグルバス
  - 西武新宿線：本川越駅より小江戸巡回イーグルバスで20分（川越駅からは25分）、「菓子屋横丁」下車すぐ。
- 川越駅から徒歩で約30分。
- 関越自動車道：川越ICから車で10分。